# 1625 The NORC
1625 The NORC eller 1953 RB är en asteroid i huvudbältet, som upptäcktes den 1 september 1953 av den belgiske astronomen Sylvain Arend i Uccle. Den har fått sitt namn efter datorn IBM Naval Ordnance Research Calculator (NORC).
Asteroiden har en diameter på ungefär 53 kilometer.